# 阿尔及利亚
阿爾及利亞民主人民共和國（阿拉伯语：الجمهورية الجزائرية الديمقراطية الشعبية），通稱阿爾及利亞（الجزائر），是北非马格里布地区的一个半总统制共和国，首都及最大城市为阿尔及尔。阿尔及利亚国土北临地中海，东邻利比亚、，东南和南部分别与尼日尔、馬利和毛里塔尼亚接壤，西部和摩洛哥相连。阿爾及利亞的陸地面積居非洲國家之首，亦是地中海國家和阿拉伯國家之冠，位列世界第10位。其官方语言为现代标准阿拉伯语和柏柏尔语，国内通用阿尔及利亚阿拉伯语，而法语则因殖民历史原因成为国家行政、贸易和教育领域的专用语言，自2022年起，阿爾及利亞決定以英語作為優先教學語言，逐步取代法語地位。
现代阿尔及利亚的前身为法国阿尔及利亚属地，于1962年经由长久的阿尔及利亚战争而最终获得独立。其原住民为柏柏尔人，至8世纪因阿拉伯帝国统治而经历伊斯兰化与阿拉伯化，至16世纪起为奥斯曼帝国所统治，因而亦拥有较深重的阿拉伯文化及伊斯兰文化传统。如今的阿尔及利亚属于北非地域大国及中等强国，依靠能源出口建立较强经济实力，人类发展指数为非洲大陆国家中最高。阿尔及利亚的石油储量位居非洲第二位、世界第十六位，天然气储量位居世界第九位，负责开采其石化资源的阿尔及利亚国家石油公司是非洲规模最大的公司。阿尔及利亚目前是联合国、非洲联盟、阿拉伯联盟、石油输出国组织成员，及阿拉伯马格里布联盟的创始成员。

## 国名
“阿尔及利亚”音译自其英語国名「Algeria」。这一国名源自其首都阿尔及尔之城市名。“阿尔及尔”之名源自其阿拉伯语名称，含义是“群岛”，指以前该市海湾处的四个岛屿，1525年之后这四个岛逐渐和大陆连成一体。该国的阿拉伯语国名仍是贾扎伊尔。

## 历史

### 古代
最晚從西元前一萬年起，柏柏人便居住在阿爾及利亞一帶；西元前一千年後，迦太基人開始在海岸建立殖民地。柏柏人藉著布匿戰爭，佔領迦太基，柏柏王國逐漸發展，其中努米底亞以出產精銳騎兵最為著名。然而，西元前兩百年，柏柏人遭羅馬人統治。西羅馬帝國滅亡時，柏柏人又於許多地區獨立，同時汪達爾掌管了其他地區，一直到被拜占庭帝國皇帝查士丁尼一世驅逐為止。拜占庭帝國維持對國土西部的統治，并持续到七世紀阿拉伯帝國的興起。

### 中世紀與近代
7世纪起阿拉伯人进入，本地开始伊斯兰化。在此过程中柏柏尔人也曾建立过自己的王朝，伊斯兰教的传入和阿拉伯人的深刻影响始于公元7世纪。新的信仰和新的语言使得社会和经济关系发生了变化，建立了同丰富文化的联系，引入了有力的政治表述和政治组织。後来，阿尔及利亚以及周围地区统称为柏柏尔诸国。
12世紀，穆瓦希德王朝長期佔領阿爾及利亞直到1236年阿布·伊南·法里斯二世建立特萊姆森王國，王國位於交通樞紐，商業因此而非常繁榮。王國最終在人民的叛亂中日漸衰弱，最終於1532年被鄂圖曼帝國吞併。
阿爾及利亞在成為鄂圖曼帝国的一部分後仍保有相當的自治度。自16,17世紀帝國衰頹後，阿爾及利亞的蘇丹們實質上掌控了當地政權，控制當地的港務及海盜收益。
十九世紀初，由於蘇丹國的海盗劫持了美国商船，後者与蘇丹國进行了第一次和第二次巴巴里战争。

### 法国殖民地
1830年起法国以一个外交事件为战争理由，入侵并占领阿尔及利亚海岸地区，总督胡塞因迪伊被流放，法国殖民地自此逐渐向南渗透，直至对此地区和居民产生深刻的影响开始入侵，法國在戰爭初期以佔領了所有主要城市，但直到1905年才基本完成对整个阿尔及利亚的占领。
二战期间，法屬阿尔及利亚在火炬行動後成為自由法国的根據地和首都。在二戰結束後法屬阿爾及利亞隨之開始尋求獨立。1954年，阿爾及利亞民族解放陣線发起了争取阿尔及利亚独立的游击战争，经过近十年的戰鬥，法國因國內輿論和國際壓力宣佈放棄控制120多年的領土，阿尔及利亚民主人民共和国于1962年7月3日正式宣布独立，7月5日定为独立日。1963年9月，艾哈迈德·本·贝拉当选首任总统。

### 独立后
1965年6月，本·贝拉被国防部长胡瓦里·布迈丁发动的政变推翻，胡瓦里·布迈丁上台后成立革命委员会，自任主席兼总理。阿尔及利亚进入军事政权統治。
1990年代，在第一次多党选举中，伊斯兰原教旨主义政党「伊斯兰拯救阵线」取得胜利，但被军方拒绝服從，由此引发内战，大约十万人丧生。最終十多年後伊斯兰拯救军投降，其他伊斯蘭武裝組織2002年失敗之後，衝突以政府的勝利有效結束，政府軍在西方支持下獲慘勝。在內戰過程中曾經流亡海外的貪汙犯阿齊茲·布特弗利卡回國指揮戰鬥並在政壇竄起，一路成為中央委員並最終當選總統。
在充滿爭議的選舉後民族解放陣線執政，該政黨主張左派的民主社會主義同時削減伊斯蘭教的社會激進化影響與歐洲親近，為避免二次內戰的發生造成恐怖份子湧向歐洲，北約國家提供了大量軍火支持，例如德國罕見的將狐式輪型裝甲車生產線授權在該國建廠量產，2008年11月原憲法規定總統只能連任一屆，為了給阿齊茲·布特弗利卡連任掃清障礙，阿爾及利亞議會兩院全體會議審議通過了關於取消總統任期限制的憲法修正案，從而使布特弗利卡得以第三次當上總統，2014年第四次當選總統，在爭議的選舉中獲得82%以上的選票。长期担任总统的布特弗利卡2013年中风后很少公开露面。2019年，在布特弗利卡公开声明竞选连任后，阿尔及利亚民众展开了大规模的抗议游行。在民众和部队总参谋长艾哈迈德·盖德·萨拉赫等的压力下，布特弗利卡宣布辞职。
2019年12月12日，阿卜杜勒-馬吉德·塔布納以58.13%得票率當選總統。

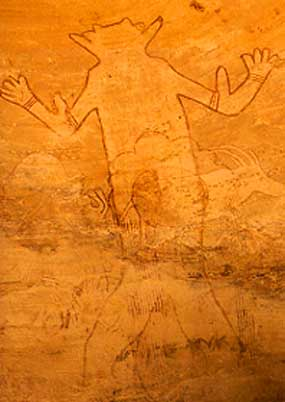
古城塞法尔（法语：Séfar）的洞穴壁画“大神”，大约创作于公元前一万年，地球上最古老的畫作之一
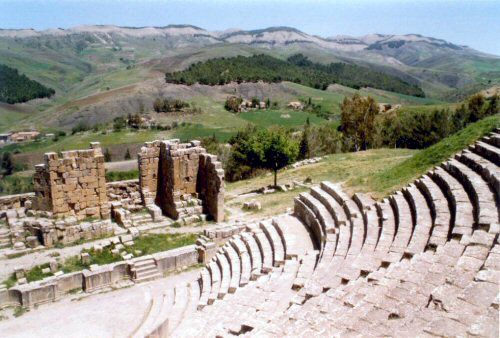
傑米拉古羅馬劇場
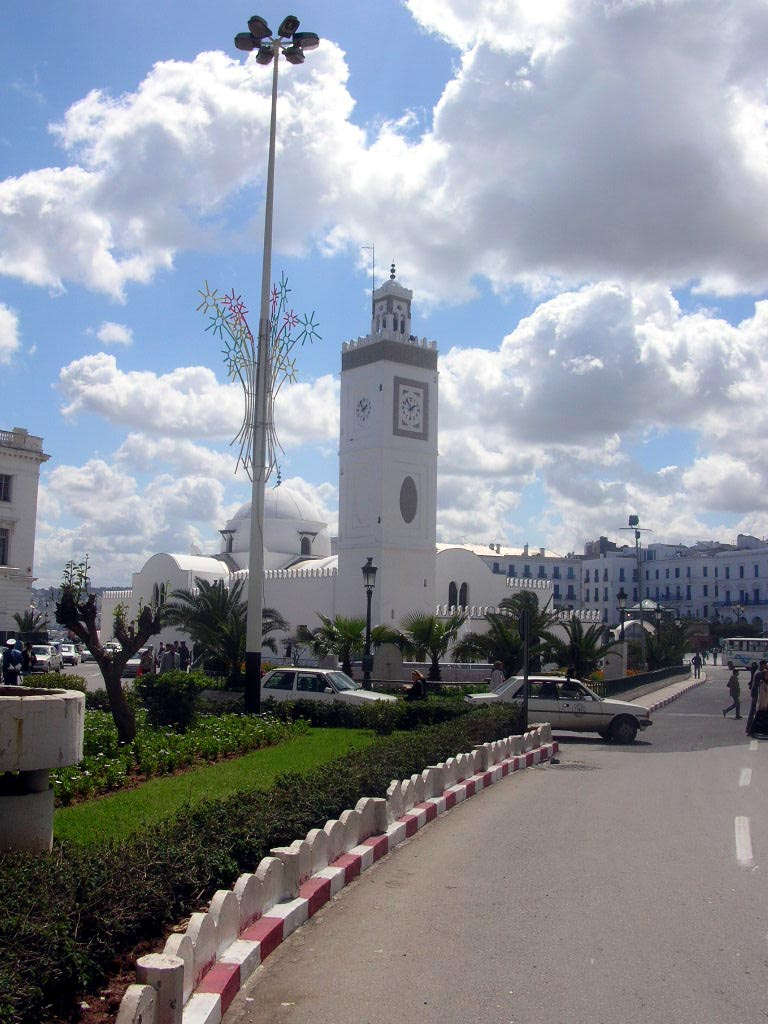
阿爾及利亞大清真寺
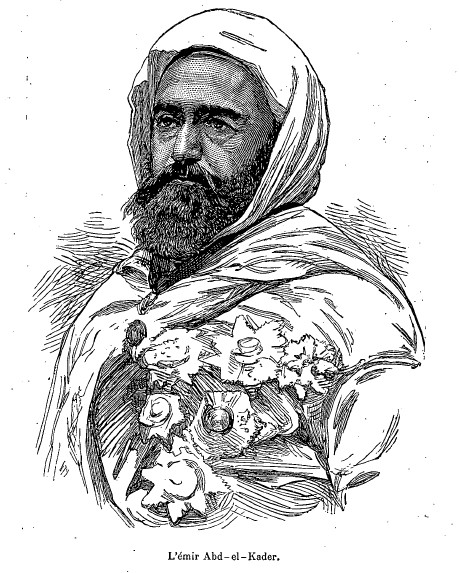
阿爾及利亞的民族英雄阿卜杜卡迪爾（1807年－1883年），帶領奧蘭省的各阿拉伯部族，與法國人作長期抗爭

## 地理
阿尔及利亚地处非洲西北部的地中海沿岸。地形分南北两部分：北部地区的北部是沿海平原和阿特拉斯山脈，沿海地区较温和湿润，属地中海气候；南部是撒哈拉阿特拉斯山脈和大高原，属过渡性气候。南部地区是撒哈拉沙漠的西北部分，占全国面积的4/5，地形为内陆盆地和高原，气候干热，属热带沙漠气候。阿尔及利亚山区地带冬季寒冷。
主要城市有阿爾及爾、奧蘭和君士坦丁。
与周边的突尼斯，摩洛哥的交界在阿语中被称为马格里布地区。

### 地理分區
阿爾及利亞大致上可分為四個地理區：

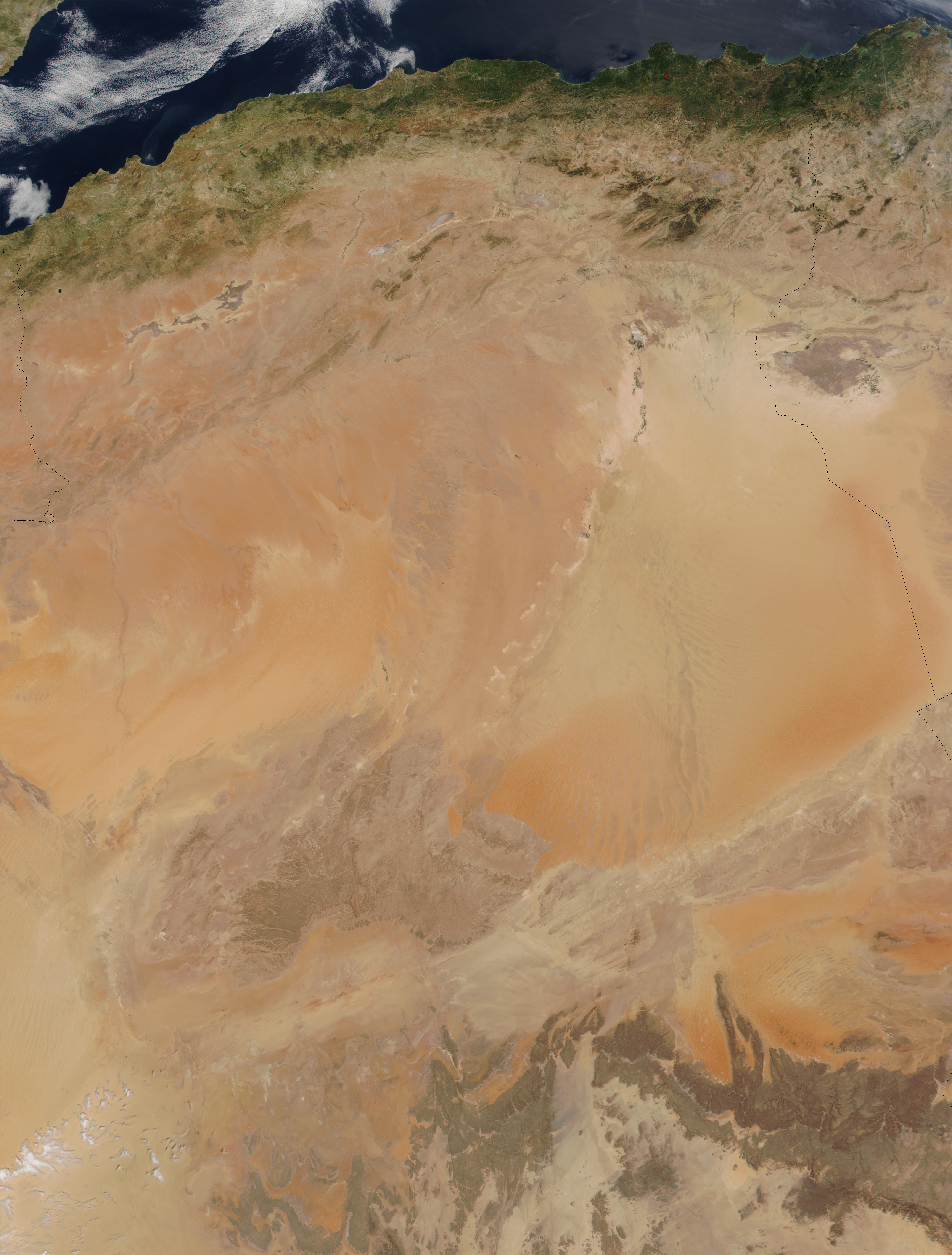
阿爾及利亞的衛星地圖
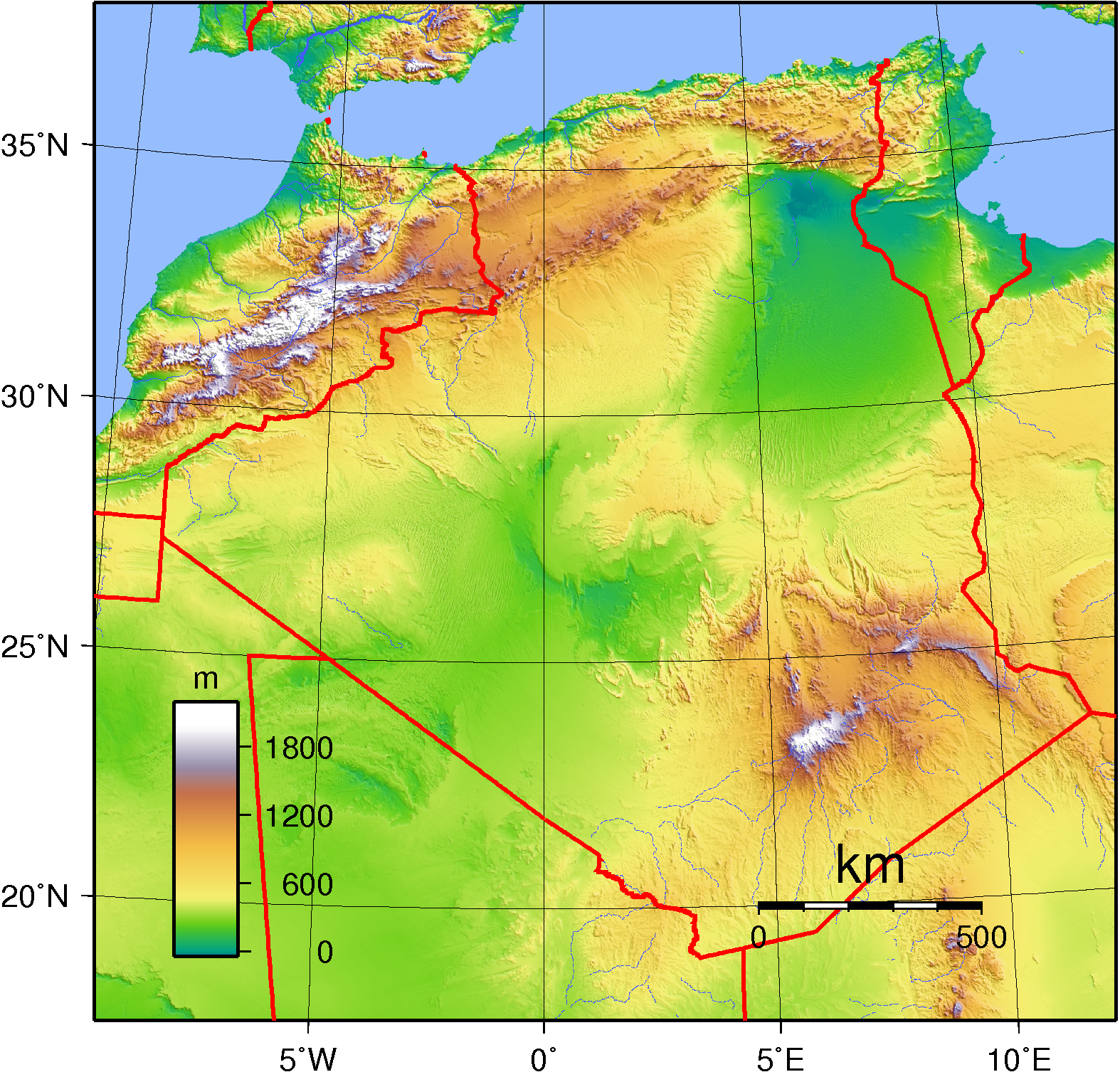
阿尔及利亚地形圖
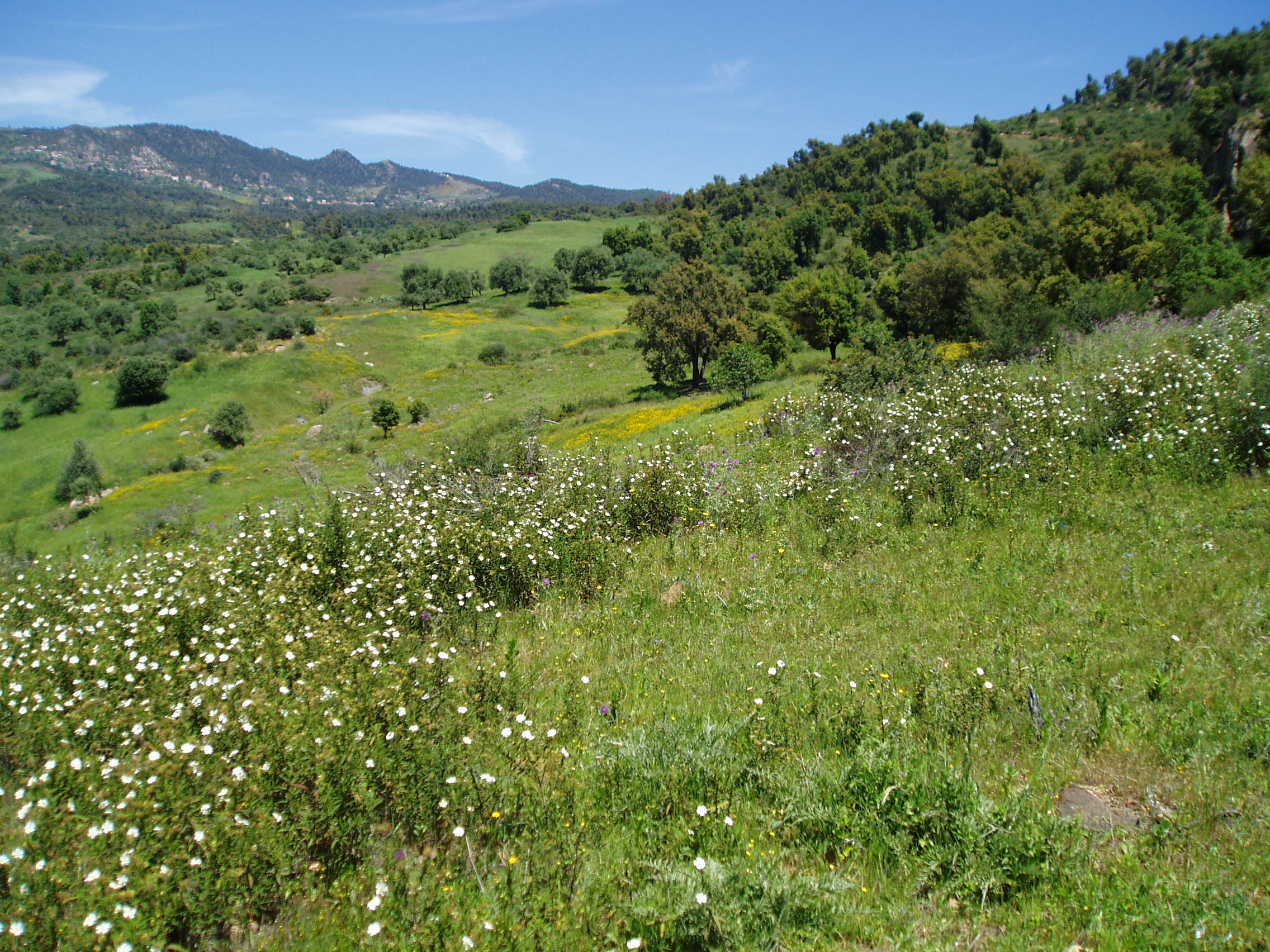
卡比利亞的山丘
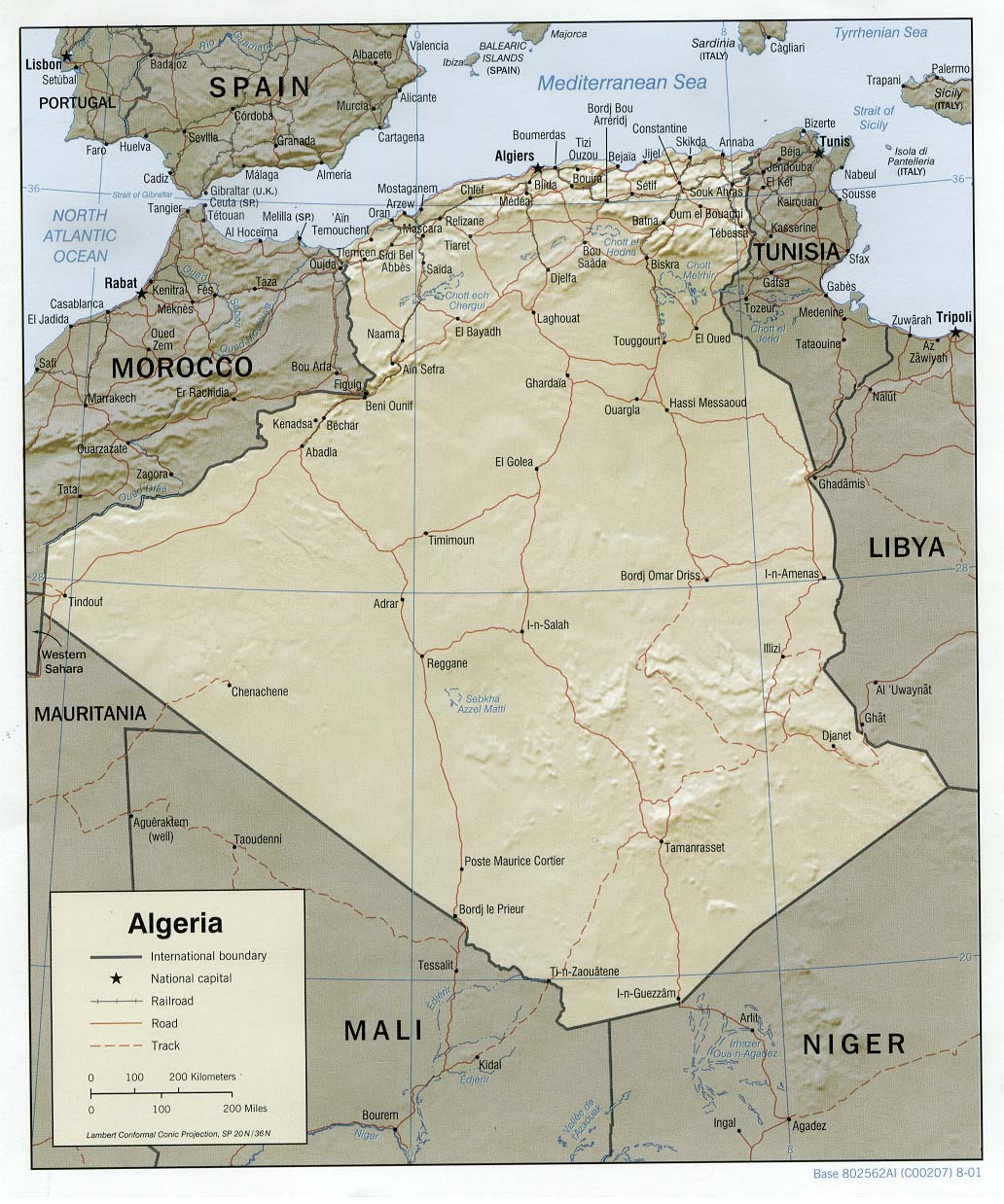
阿爾及利亞的定居點和公路的地形圖

#### 沿海低地區
由於阿特拉斯山向海伸展，至沿海低地被分隔成袋形地，而不能連成一片長條形的沿海平原。由西向東計算，重要的沿海低地有：奧蘭低地、契立夫谷地、阿爾及爾平原、貝賈亞低地及安納巴低地。這些低地所占北阿爾及利亞面積僅約百分之三，但卻居住有一半的人口。擁有大多數的灌溉農田，二百萬人以上的都市居民亦位在本區。
沿海低地有肥沃的土壤，地中海型氣候及可供灌溉的水源，因此使本區農業安全性提高，產量增加。由契立夫河（Chelif）所形成的谷地，範圍甚大，此河為阿爾及利亞第一大河。長約640公里，主要支流均來自台爾山區。谷地寬約16~30公里，夏季甚熱，七、八月的平均最高溫度均在攝氏37.5度。年雨量約400公釐，利於果樹栽培，橄欖、無花果、杏、葡萄及穀物均為本區的主要作物。尤其葡萄以不需灌溉且可植於沙地，更為有利。
阿爾及爾平原开发最早，人口亦最多，平原東西長約100公里，寬約20公里。又稱為米提加 （Mitidja）平原，是由許多山麓沖積扇所形成的一片平原。平原上的農作物、農舍及城市建築，純為法國風光。其東的貝賈亞低地乃由蘇曼（Souman）河谷構成。

#### 台爾山區

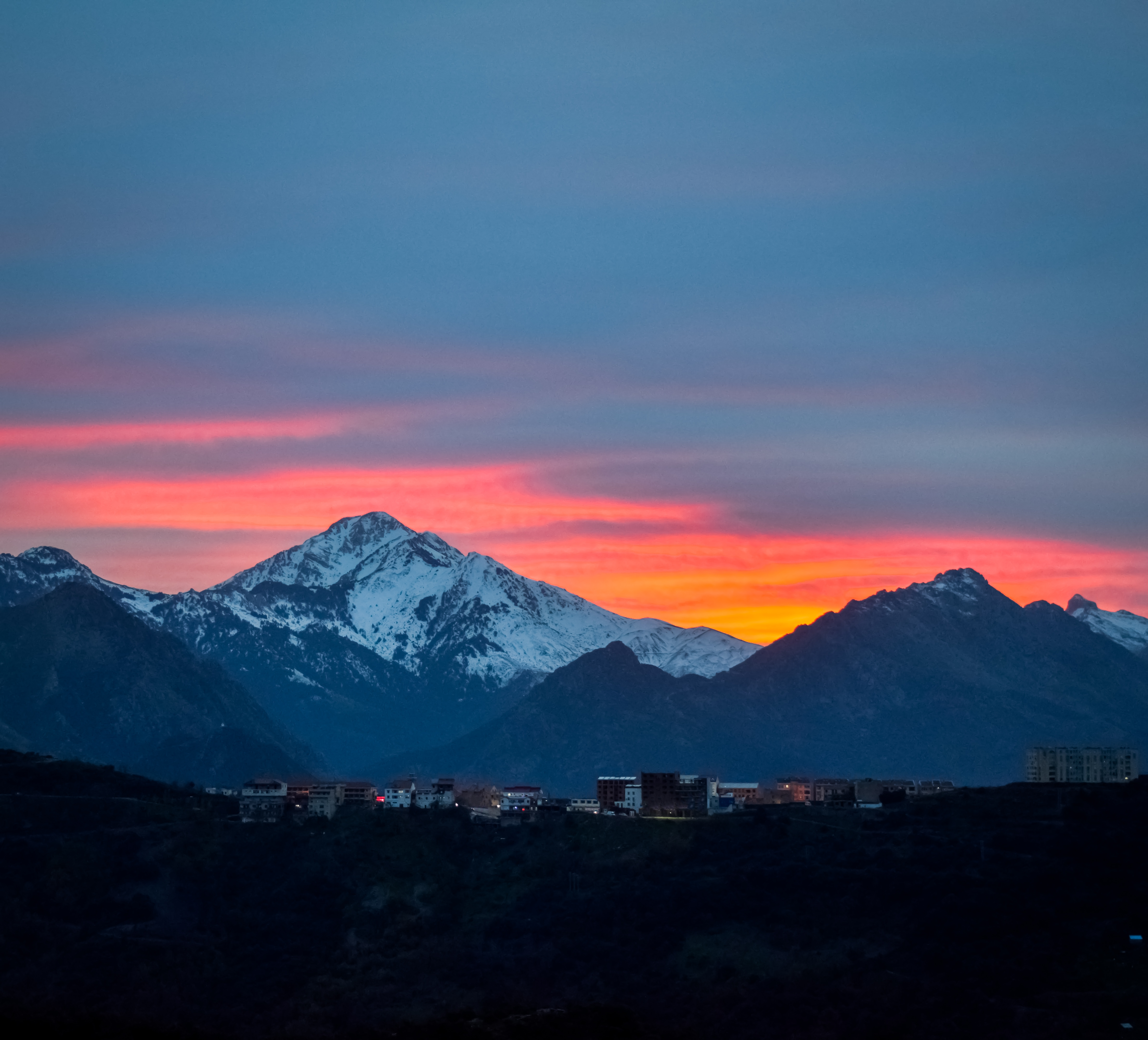
在阿比優素福鎮上的日落景色

台爾阿特拉斯山地西起摩洛哥向東北東方延展。直達地中海濱。台爾山地包含許多桌狀高原及山塊，山地多暴雨，使土壤侵蝕甚烈。冬季寒冷而長，終霜延至五月，亦有不定時的乾熱西洛可風發生。濱地中海區稱大加比利（Grande Kabylie），是一片高原，東北邊緣露出者為前寒武紀的片麻岩，南緣則為侏儸紀及白堊紀以後的石灰岩及砂岩等。這些中生代末期的沉岩層受到擠壓後，形成高約2000公尺的陡峻山地，名為祝爾祝拉山（Djebel Djurdjura），峰峭谷深，十分險惡。由於此山高聳，年雨量特多，每年的十一月至五月的半年間，所降雨雪達1500公釐。上述峰巒峻峭，峽谷深遽，為大量雨水沖蝕的結果。大加比利高原人口甚多，不少地方可達每方哩六百人。該區生產並不足以支持大量人口，他們各家庭大多有成年男子離鄉在城鎮工作，甚至遠去法國做工，將錢寄返贍家。1954－1962年法國阿爾及利亞戰爭期間，法國為防阿爾及利亞叛軍裹胁本區農民，曾將大加比利高原上的人口，集體遷至山麓地帶，以利管制。

#### 秀茲高原區
本區又名高高原，位在台爾阿特拉斯山及撒哈拉拉阿特拉斯山之間。是一個東北－西南方向的內陸高原區，西寬東窄，高度約為1000公尺，是一個雨量稀少，冬季寒冷的乾燥草原區，年雨量200－250公釐，原上有鹼灘及雨季湖。生長以阿法（Alfa）、斯巴托草（Sparte或Esparto）等短草為主，這些草不但可供冬季牛羊食用，且被大量收割，可以外銷為製造高級紙張的原料，其纖維亦可編製繩索、草席及籃子之用。斯巴托草高約1公尺，極端耐旱耐鹼，並可防護土壤侵蝕，堆成草堆，晒乾後外銷，人民自用者，編結麻繩，為本區一項重要副業。

#### 撒哈拉阿特拉斯山地
山高在二千公尺以上，故可蒐集相當的雨量，使山坡地帶林木叢生，草地繁茂。位在山地東南坡，已入撒哈拉沙漠，可是山上雨水於流入山坡地下後，潛行若干距離，長重新出露形成有水草的綠洲，最大者為比斯克拉綠洲，此處綠洲和山脈平行分布，另有其他綠洲小鎮艾格瓦特、費格（Figuig）及貝沙爾。

## 行政区划

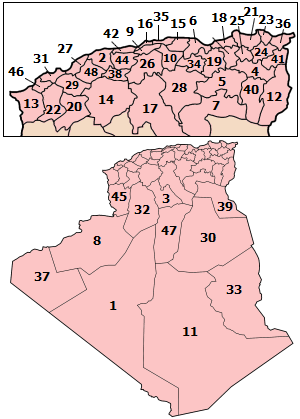
阿爾及利亞行政區劃圖

阿爾及利亞全國被劃分為58個省、553個区、1,541個市镇。2019年11月26日，阿尔及利亚政府通过议案，把南部面积庞大的省分割成较小的省，增设10个省。
| 1 阿德拉尔省 2 谢里夫省 3 艾格瓦特省 4 乌姆布瓦吉省 5 巴特纳省 6 贝贾亚省 7 比斯克拉省 8 贝沙尔省 9 卜利达省 10 布维拉省 11 塔曼拉塞特省 12 泰贝萨省 13 特莱姆森省 14 提亚雷特省 15 提济乌祖省 16 阿尔及尔省 17 杰勒法省 18 吉杰尔省 19 塞提夫省 20 赛伊达省 21 斯基克达省 22 西迪贝勒阿巴斯省 23 安纳巴省 24 盖勒马省 25 君士坦丁省 26 麦迪亚省 27 穆斯塔加奈姆省 28 姆西拉省 29 穆阿斯凯尔省 | 30 瓦尔格拉省 31 奥兰省 32 巴亚兹省 33 伊利济省 34 布阿拉里季堡省 35 布米尔达斯省 36 塔里夫省 37 廷杜夫省 38 提塞姆西勒特省 39 瓦迪省 40 汉舍莱省 41 苏格艾赫拉斯省 42 提帕萨省 43 米拉省 44 艾因迪夫拉省 45 纳马省 46 艾因泰穆尚特省 47 盖尔达耶省 48 埃利赞省 49 迈盖耶尔省 50 迈尼耶省 51 奥拉德杰拉赫省 52 普里厄尔堡省 53 贝尼阿巴斯省 54 提米蒙省 55 图古尔特省 56 贾奈特省 57 因萨拉赫省 58 因盖扎姆省 |

### 主要城市
阿爾及爾為阿爾及利亞最大城。

## 政治

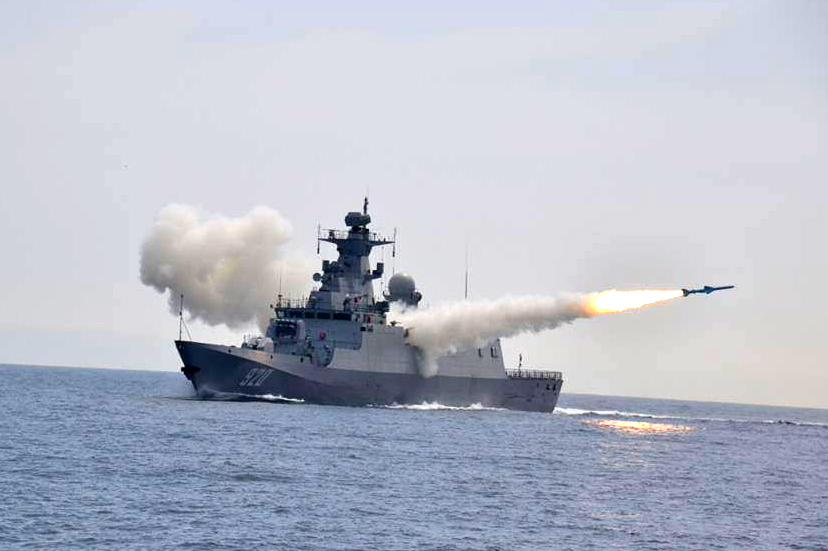
向中國購買的C28A型護衛艦試射鷹擊83反艦飛彈(C802)

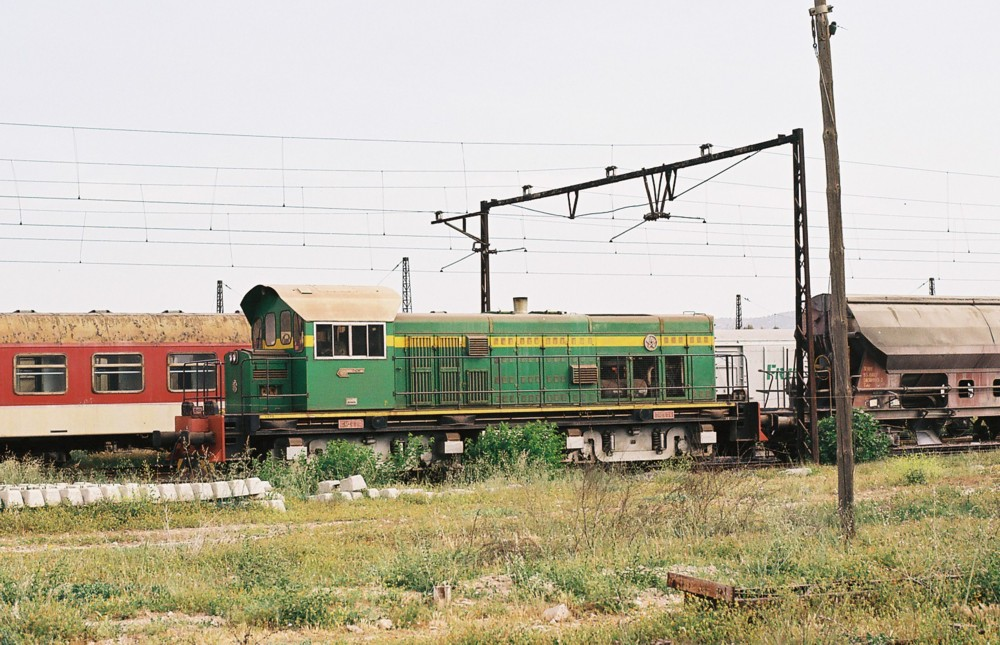
東部鐵路

国家元首为共和国总统，由普选产生，任期五年。宪法规定总统只可连任一届，但2008年11月，为给时任总统布特弗利卡连任扫清障碍，阿尔及利亚议会两院全体会议审议通过了关于取消总统任期限制的宪法修正案，从而使布特弗利卡得以第三次连任总统。布特弗利卡辞去总统职务后，总统任期限制获得恢复。总统为部长会议主席和国家安全委员会主席。总理由总统任命，亦为政府首脑，负责任命部长会议各成员。

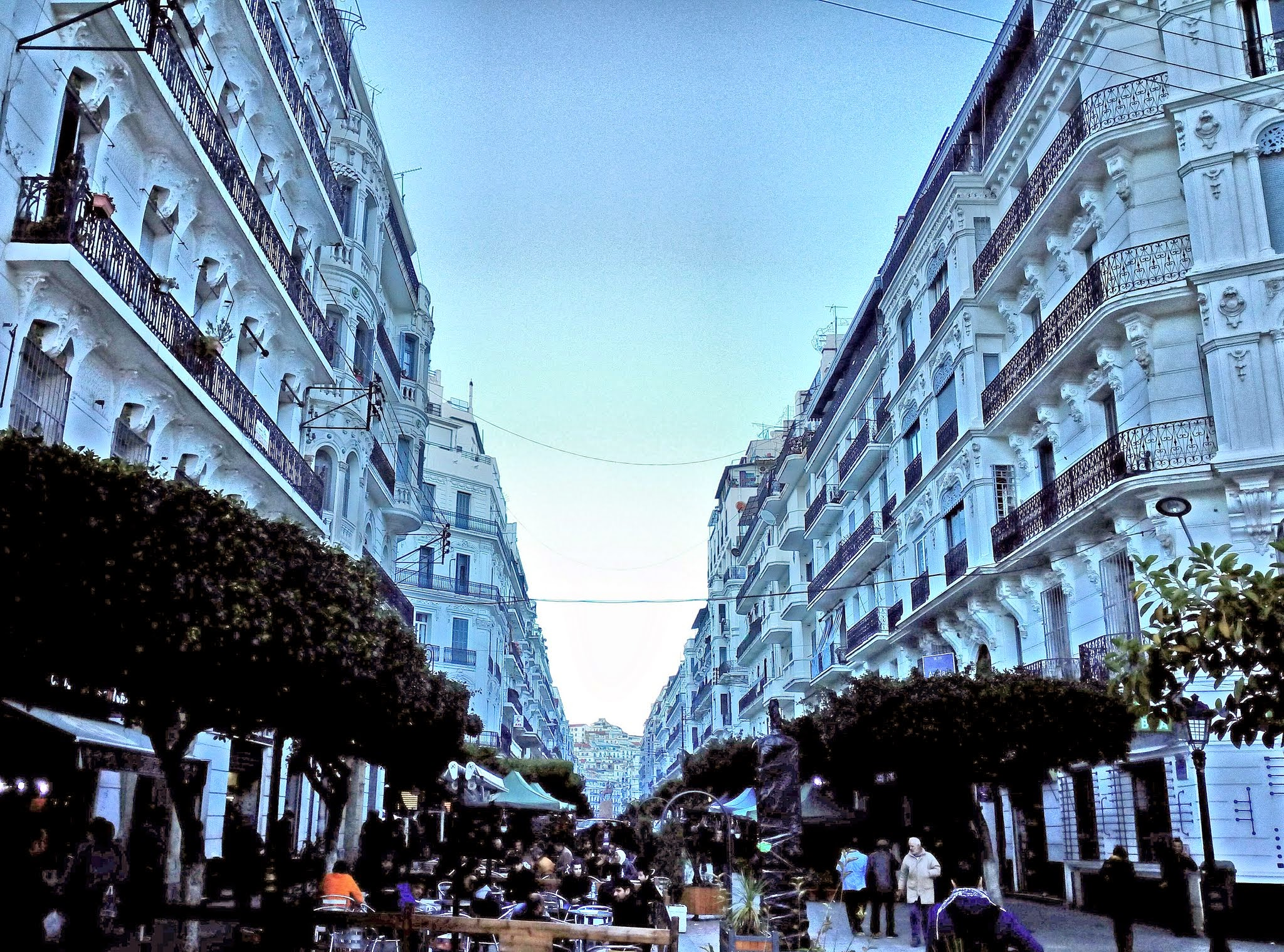
阿爾及爾的大學文教區

阿尔及利亚议会为两院制，上院144席，下院407席，任期五年。

## 经济

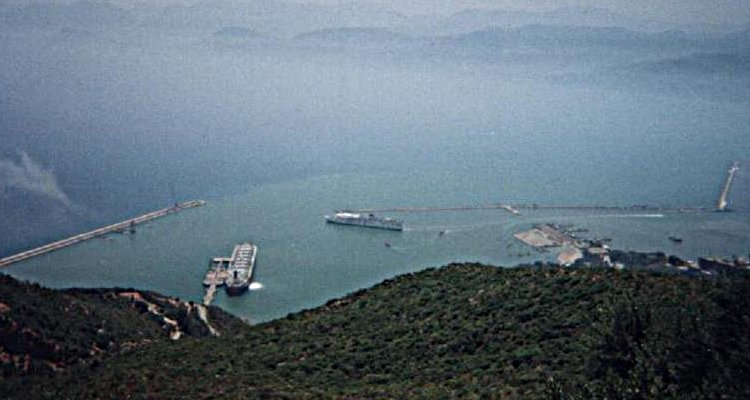
貝賈亞的油港

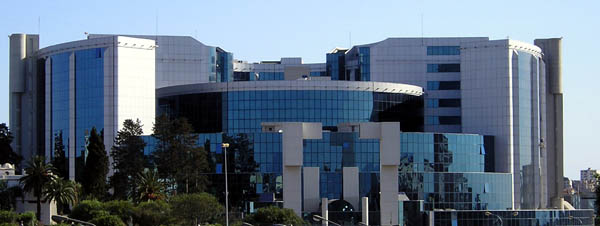
阿爾及利亞財政部

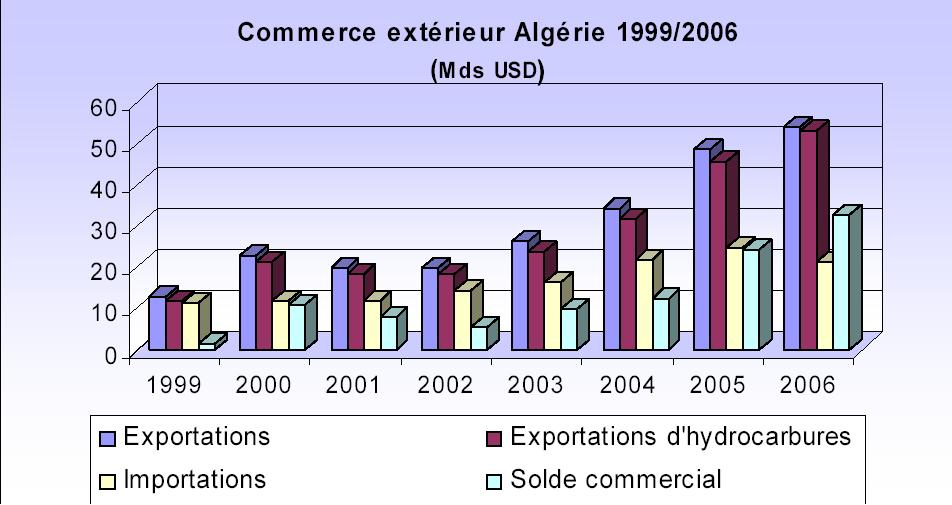
阿尔及利亚經濟成長

石油和天然氣是阿爾及利亞經濟的支柱產業，大約佔總收入的百分之六十，百分之三十的國民收入總值，和百分之九十五以上的出口收入，於1969年成為石油輸出國家組織的會員國。阿爾及利亞天然氣儲量為全世界第五，全世界第二大天然氣出口國。阿爾及利亞石油儲量為全世界第十四。 農業主要有產小麥、大麥、燕麥、葡萄、柑桔、蔬菜；工業主要有食品加工、紡織、服裝。在2006年，阿爾及利亞的國內生產總值列表（國際匯率）達114.73，居非洲第二，僅次於南非（254.99）。
阿爾及利亞外債很高，九十年代中期在國際貨幣基金組織和巴黎俱樂部的支持下，阿國實行了政策方面的改革，經濟財政有了一定的起色。 2000年和2001年，得益於石油價格上漲和政府嚴格的金融政策，阿國財政表現出色，貿易盈餘大幅度提高，外匯儲量達到歷史最高水平，債務也減少了很多。但政府在經濟多樣化，降低失業率和提高生活水平方面的努力成效不高。 2001年，政府和歐盟簽訂了條約，將降低關稅以促進貿易。
2017年阿尔及利亚失业率估算约为11.7%。同年，阿尔及利亚劳动人口估算约为1182万

### 農業
国内农业人口占比10.8%，但耕地只占全國面積的3.17％。农业活动多分布在沿海和山谷地帶。主要農產品為小麥、大麥及燕麥，另有玉蜀黍、馬鈴薯、豆類、棉花、橄欖、菸葉、蕃茄、棗子、無花果、石榴、橘子和葡萄等。林地面積約2万3299平方公里，森林覆蓋率約1％，盛產軟木、松和西洋杉等，林地多分佈在阿特拉斯山一帶。

### 漁業
2005年魚獲量126,628.3公噸，主要的漁產有沙丁魚、鮪魚和鯷魚等。

### 畜牧業
阿爾及利亞中部有廣大的草原，飼養有牛、羊、馬和駱駝等。

### 礦業
阿爾及利亞礦產豐富，主要礦產有金、銀、銅、鐵、鋅、錳、鉛、鈾、煤、鑽石、磷酸鹽、天然氣和石油等。

### 工業
工業是國家經濟重要的一環，主要的工業有發電、煉油、液化天然氣、紡織、成衣、食品加工、金屬品製造、建築材料、水泥、磚、肥料、菸酒、飲料、手工藝品、傢俱、電子裝配、電器、玻璃、印刷、紙、文具、軍火和汽車裝配等。

### 出口貿易
2009年輸出總值約為436.9億美元，主要輸出品有原油、天然氣、原油提煉產品、鐵礦砂、磷酸鹽、軟木、酒、羊毛、皮革、橘子及棗椰等，主要輸出國為美國、意大利、西班牙、法國、加拿大、荷蘭、土耳其。

### 進口貿易
2009年輸入總值約為391億美元，主要輸入品有資本貨品、食品、消費品、軍事設備、鋼鐵、電工器材、紡織品、汽車、船隻、飛機、油管、通信器材、醫療器材、藥品、飲料、機械、組合家具、化學製品、肥料等。主要輸入國是法國、中国、意大利、加拿大、西班牙、德國和土耳其。

## 军事
阿尔及利亚国家武装力量阿尔及利亚国家人民军，拥有正规部队20.45万人。其中陆军12.7万人，海军1万人，空军1.4万人，准军事武装37.65万人。阿尔及利亚在军事上投入巨大，其GDP的5.6%都用于军队建设，阿尔及利亚的军费支出在马格里布地区排名第一，在非洲排名第二，仅次于埃及，阿尔及利亚的军事装备主要进口自俄罗斯、美国、中国、德国等。

## 文化
| 日期    | 中文名 | 当地名                                   |
| ------- | ------ | ---------------------------------------- |
| 7月5日  | 独立日 |                                          |
| 11月1日 | 国庆日 | Anniversaire de la Révolution algérienne |

### 教育

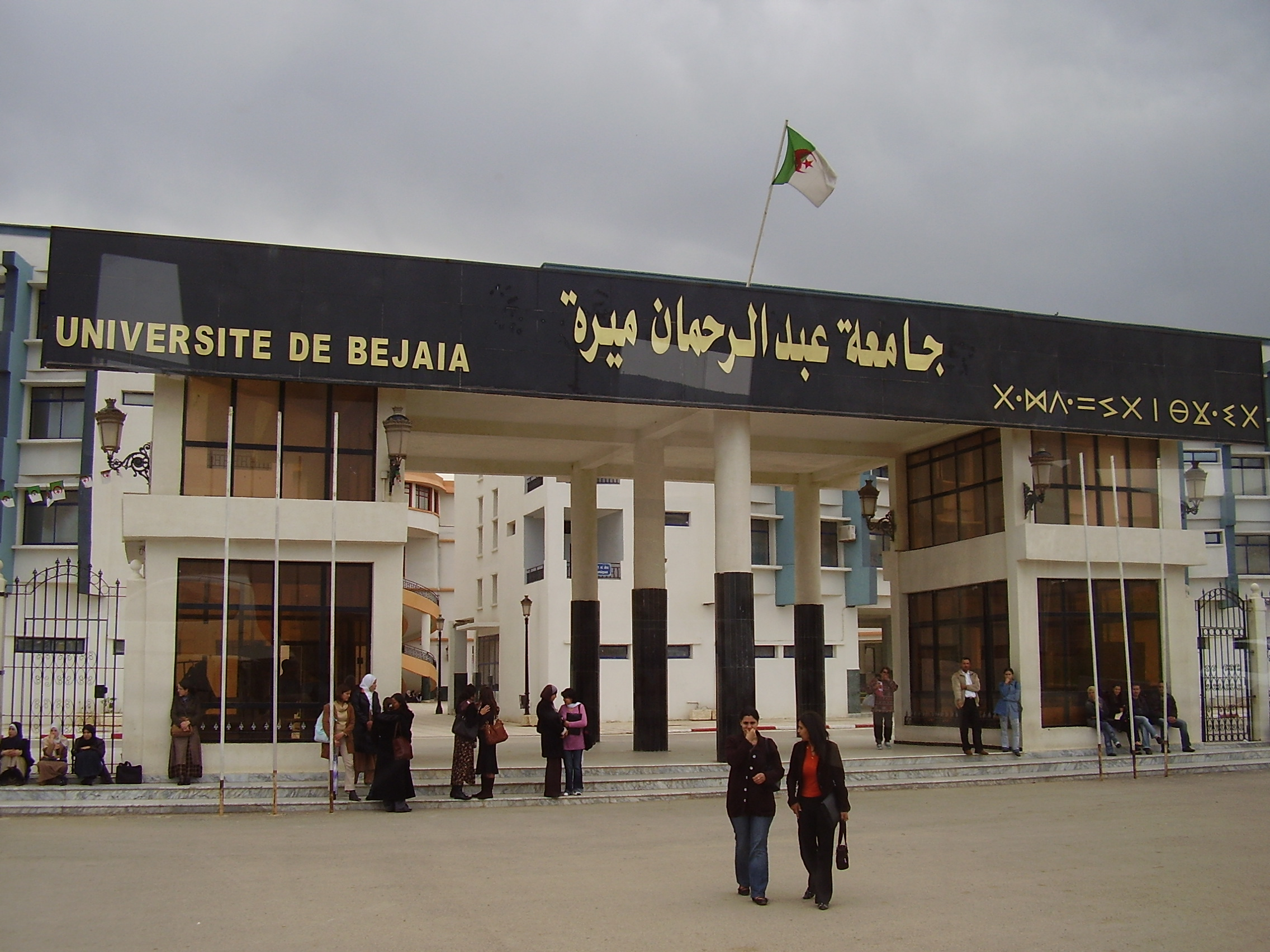
阿爾及利亞貝賈亞大學

阿爾及利亞制定了教育民主化、阿爾及利亞化、阿拉伯語化、重視科學和為了國家發展四項原則，對6至16歲少年兒童實行9年一貫制義務教育，小學入學率97％，中學入學率66％。中、小學生教育免費，大學生享受助學金和伙食補貼。
2001－2002學年共有中、小學校22626所，2003－2004學年有中小學生784.2萬人，教師33.1萬人。各類高等院校56所，在校大學生130萬名，教員1万8544人。
主要大學有：阿爾及爾大學、胡阿里·布邁丁科技大學、君士坦丁大學等。
文盲率為17％，約800萬人，其中有463.1万名妇女。

### 體育
2004年在首都阿爾及爾舉辦國際性的泛阿拉伯運動會。
足球是阿爾及利亞最受歡迎的運動，其足球水平在非洲屬領先地位，足壇傳奇巨星席內丁·席丹也是移民法國的阿爾及利亞後裔。阿爾及利亞國家足球隊曾四度進入世界盃決賽週，並兩度獲得非洲國家盃冠軍。

## 交通

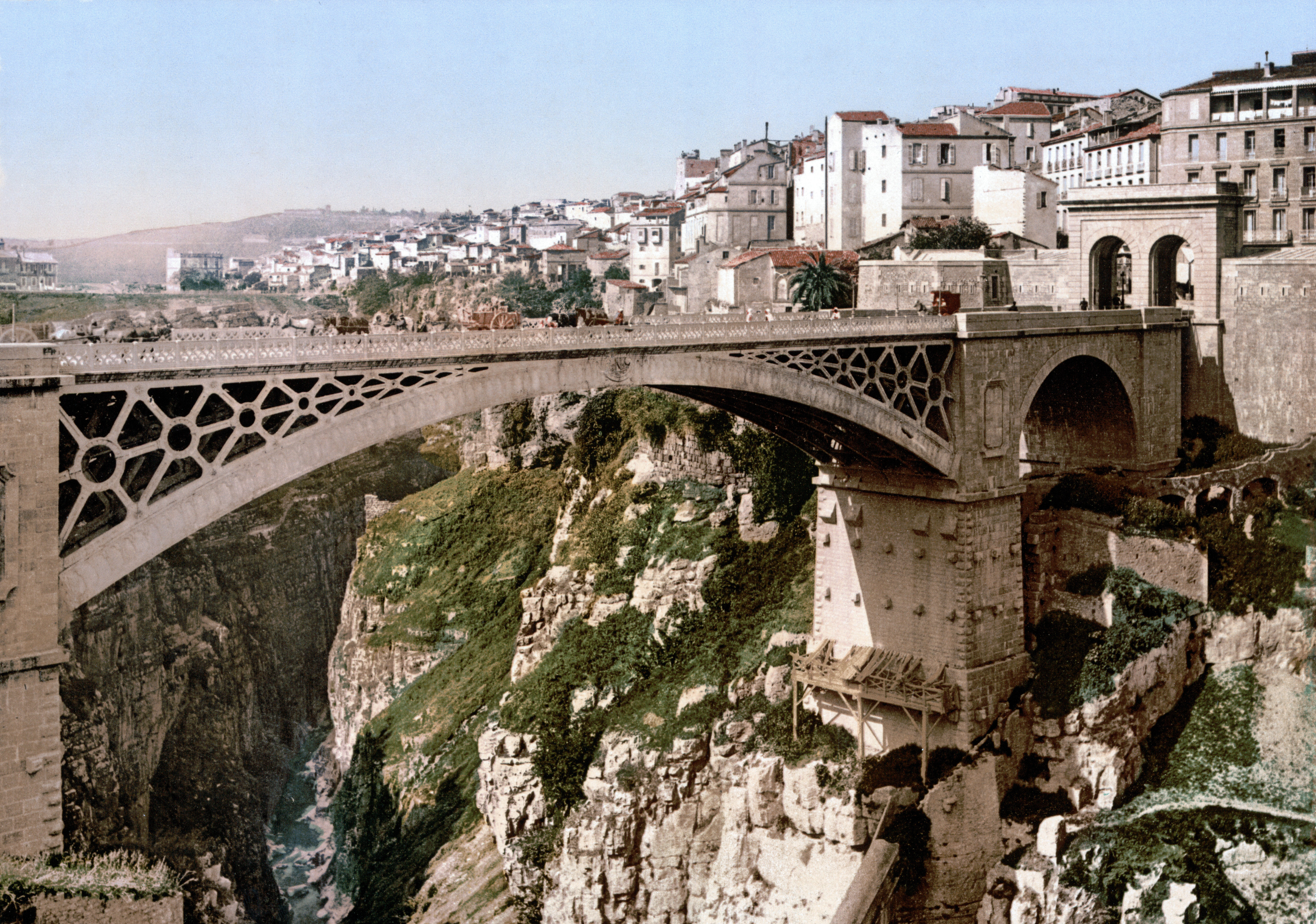
康士坦丁橋

境內交通十分發達，鐵路共有3,973公里，鐵路幾乎全部集中在北部沿海一帶，以東西橫貫線為主要的鐵路幹線，東線可以通往突尼西亞的比塞大，西線可以到達摩洛哥的卡薩布蘭加，沿線皆為重要城市。境內南部的陸上交通以公路為主，公路全長10万8302公里，其高速公路道長645公里。城市及其郊區附近以汽車為主要的交通工具，其它地帶多以駱駝代步，凡是有油井和礦場的所在，都有公路相通。海運也很發達，阿爾及爾和奧蘭是國內的兩大港口，可以停泊巨輪。航空便利，自阿爾吉爾和君士坦丁等地，有民航班機來往巴黎、開羅、羅馬和日內瓦等城市。
首都阿爾及爾擁有地鐵系统。
阿尔及利亚东西公路

## 人口
人口密度17.7人/平方公里。

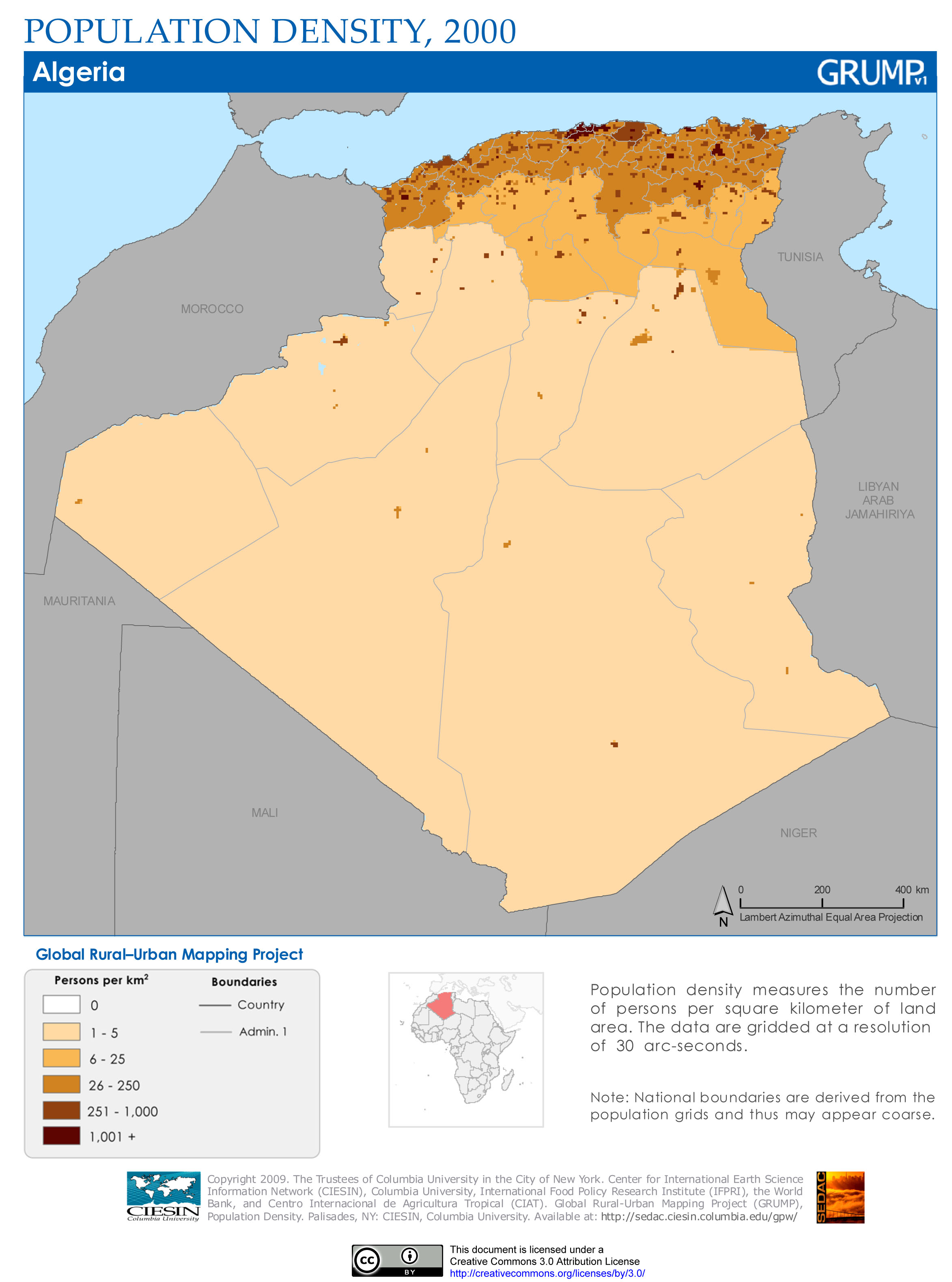
阿尔及利亚人口密度圖（2000年），大多數居住在北部沿海地区

百分之九十的居民居住在北部沿海地区，约一百五十万人居住在南部沙漠地区，其中大部分在绿洲中。绝大多数阿拉伯人和柏柏尔人为穆斯林，占全国人口的百分之九十九。
约80％的居民说阿拉伯语方言，20％说柏柏尔语。法语使用广泛，但不是官方语言，也很少有居民以法语为母语。
基因证据证明现代阿尔及利亚人几乎都是柏柏尔人的后裔，因历史因素改用阿拉伯语，发生了文化上的阿拉伯化，被称为阿拉伯-柏柏尔人。在阿尔及利亚仍有15%的人群有着更强烈的柏柏尔人认同，并且仍然使用当地流行的柏柏尔语言，主要是居住于卡比利亚的卡拜尔人。